# Pitta schwaneri
Pitta schwaneri là một loài chim trong họ Pittidae.